# Silbergasse 3, 5, 7 und 9

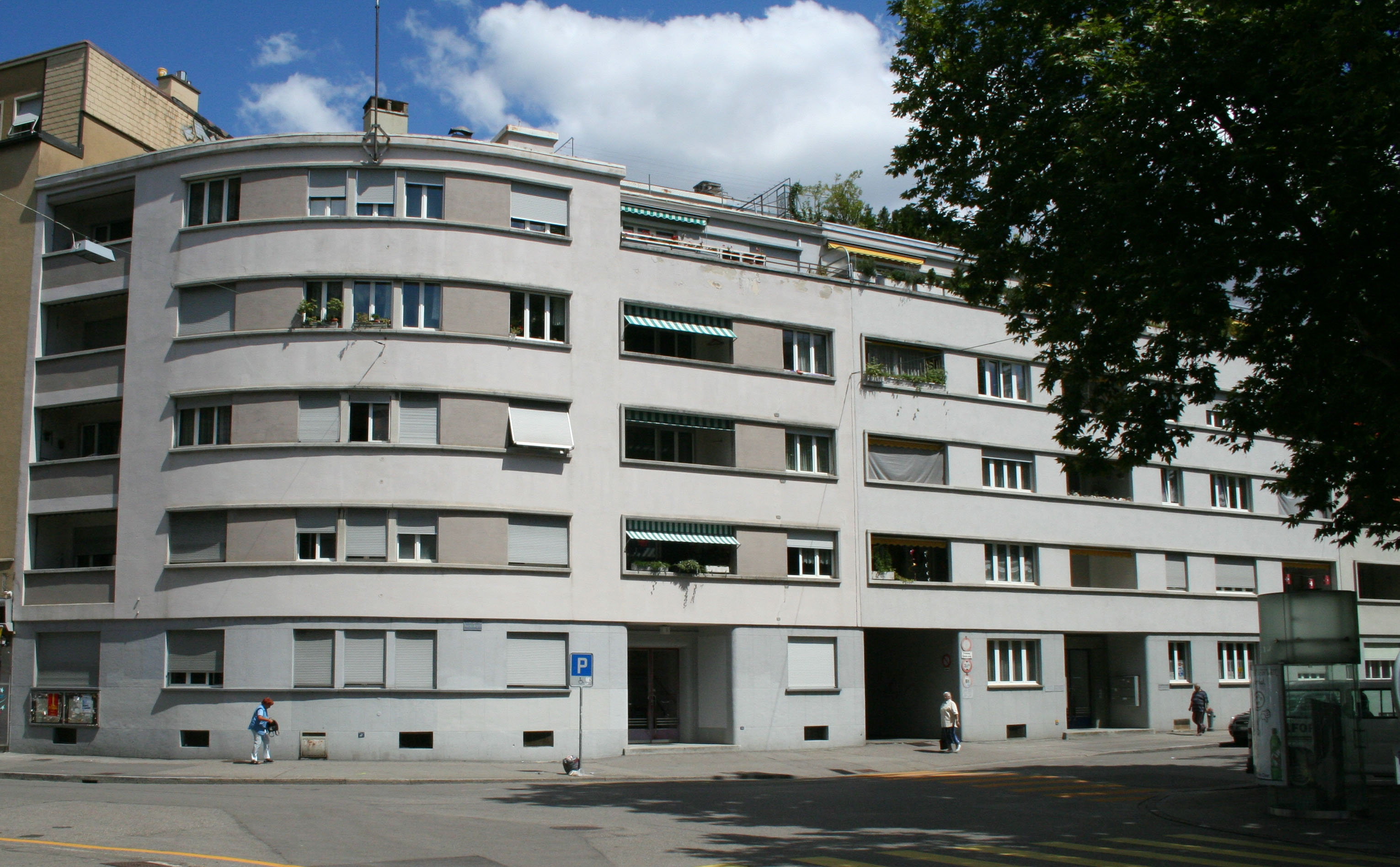
Silbergasse

Die Wohnhäuser Silbergasse 3, 5, 7 und 9 (erbaut 1941 bis 1943) in Biel im Kanton Bern in der Schweiz wurde im Stil der «Bieler Moderne» errichtet. Der Denkmalschutz bewertet die Gebäude als «erhaltenswert». Die Gebäude 7 und 9 sind geschützt mit Vertrag vom 4. April 2016.

## Lage
Nordöstlich des Bahnhofs Biel/Bienne in der Bieler Neustadt liegt das Mehrfamilienwohnhaus Silbergasse 3 bis 9. Es ist Teil der «Baugruppe T» (Bahnhofquartier). Direkt anschliessend, in der Silbergasse 11 befindet sich das Wohn- und Geschäftshaus Aeropalace. Im weiteren Verlauf, unter der Adresse Silbergasse 31 liegt das Kongresshaus. Die Silbergasse 3 ist an das nördlich liegende Wohn- und Geschäftshaus Güterstrasse 2 angebaut. Über die Treppenhäuser der Silbergasse 5 und 9 erreicht man den Innenhof des Häuserblocks.

## Geschichte
Es bedurfte vier Grundvoraussetzungen, damit die Bebauung in der Silbergasse sowie in den weiteren Quartieren im Bahnhofsviertel von Biel als geschlossene, moderne Bebauung entstehen konnte. Zum einen war dies der internationale Beginn des Neues Bauens mit Vorreitern wie Walter Gropius und dem Bauhaus nach Kriegsende 1918. Zweitens gewannen die Sozialdemokraten in Biel die Wahlen des Jahres 1921. Es entstand das «Rote Biel» mit Stadtpräsident Guido Müller und Gleichgesinnten in der Stadtbauverwaltung. Drittens expandierte die Stadt Biel durch zahlreiche Eingemeindungen und übernahm städtebauliche Zentrumsfunktionen in der Region. Viertens stand nach der Verlegung des Bahnhofs Biel eine grosse freie unbebaute Fläche im Herzen der Stadt zur Verfügung.
Die Mehrfamilienhäuser entstanden mehr als 10 Jahre nach dem Erlass der Sonderbauvorschriften für das Bahnhofsviertel.

Silberstrasse 3, 5, 7 und 9
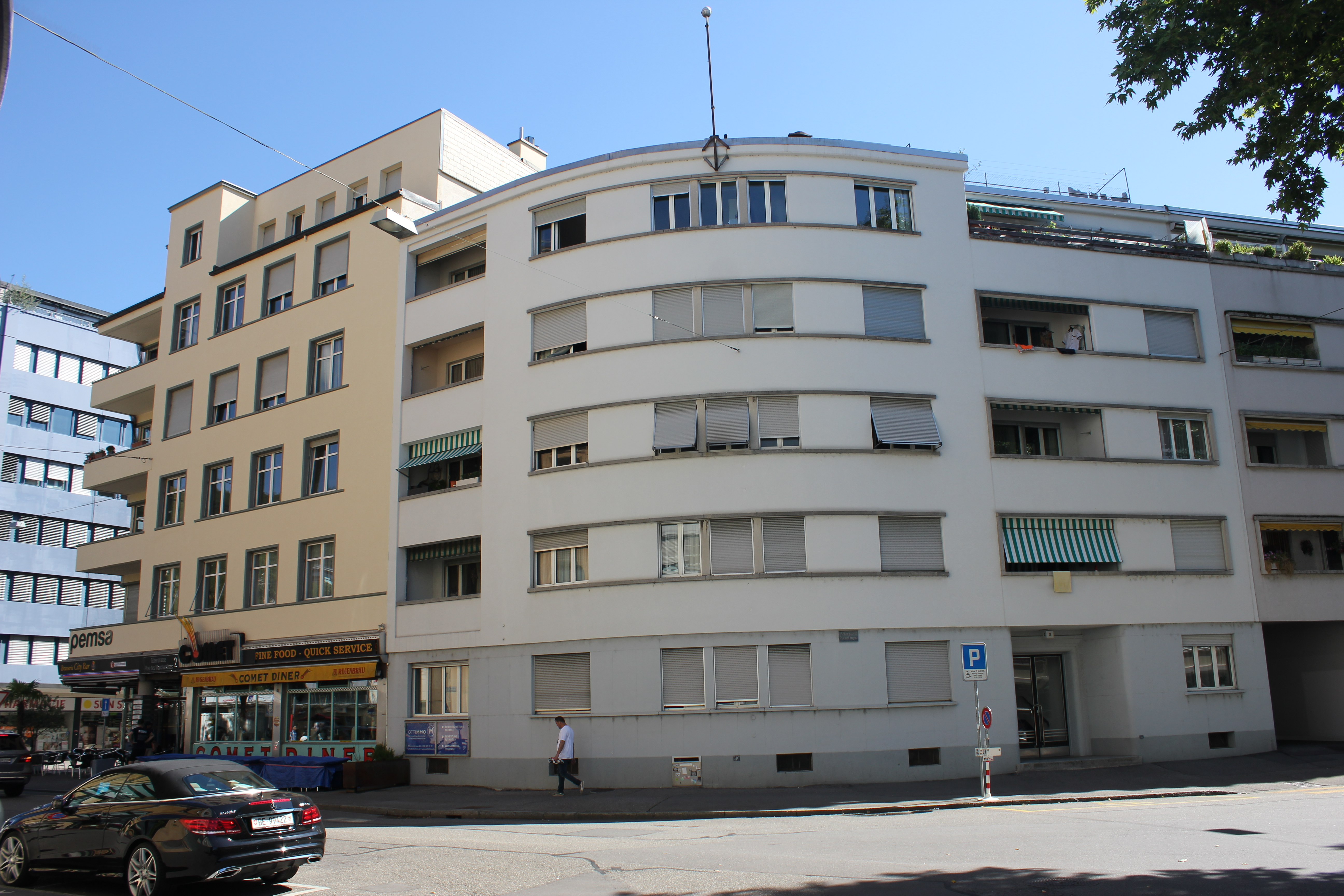
Güterstrasse 2 und Silbergasse 3
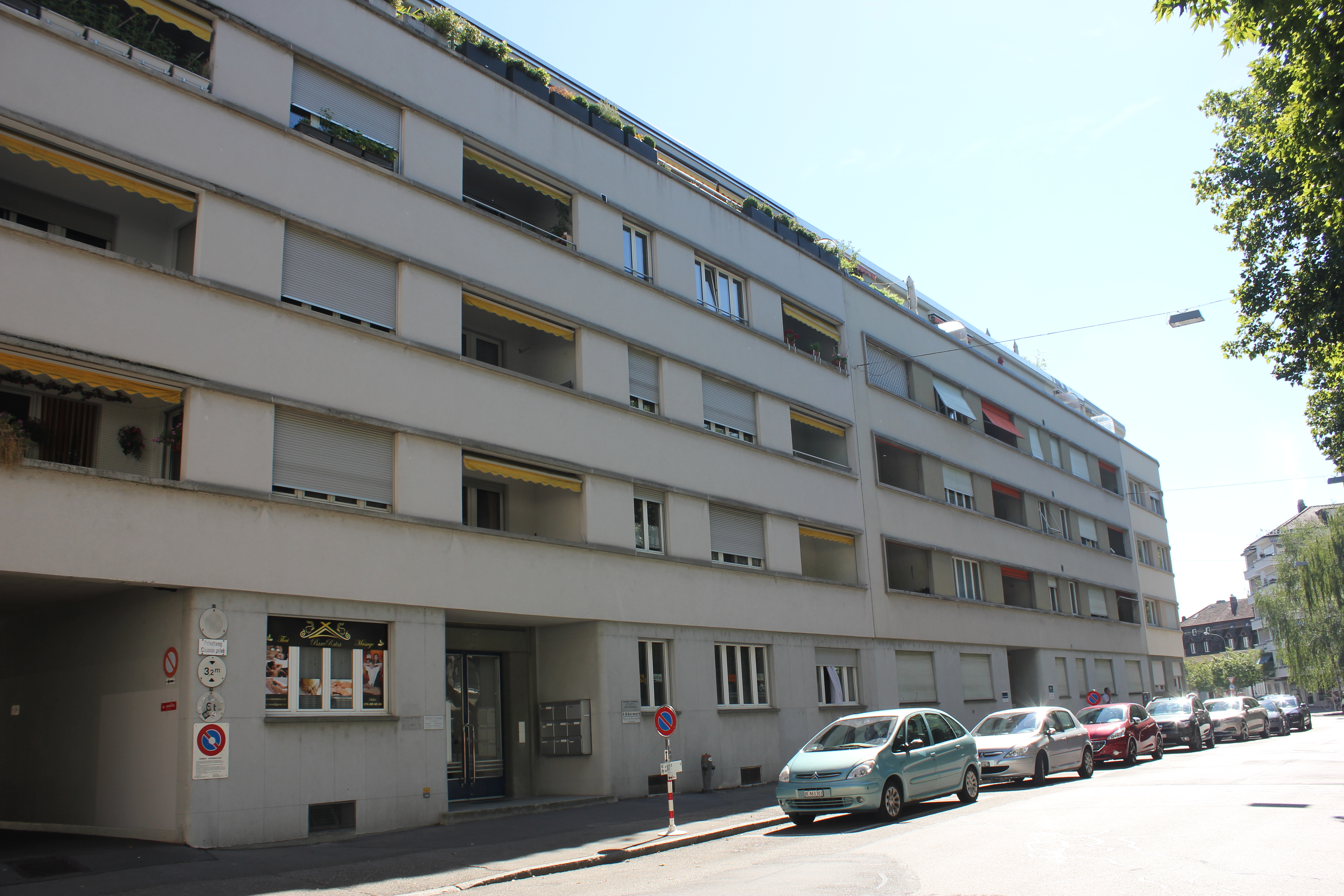
Strassenansicht Silbergasse 5 bis 9
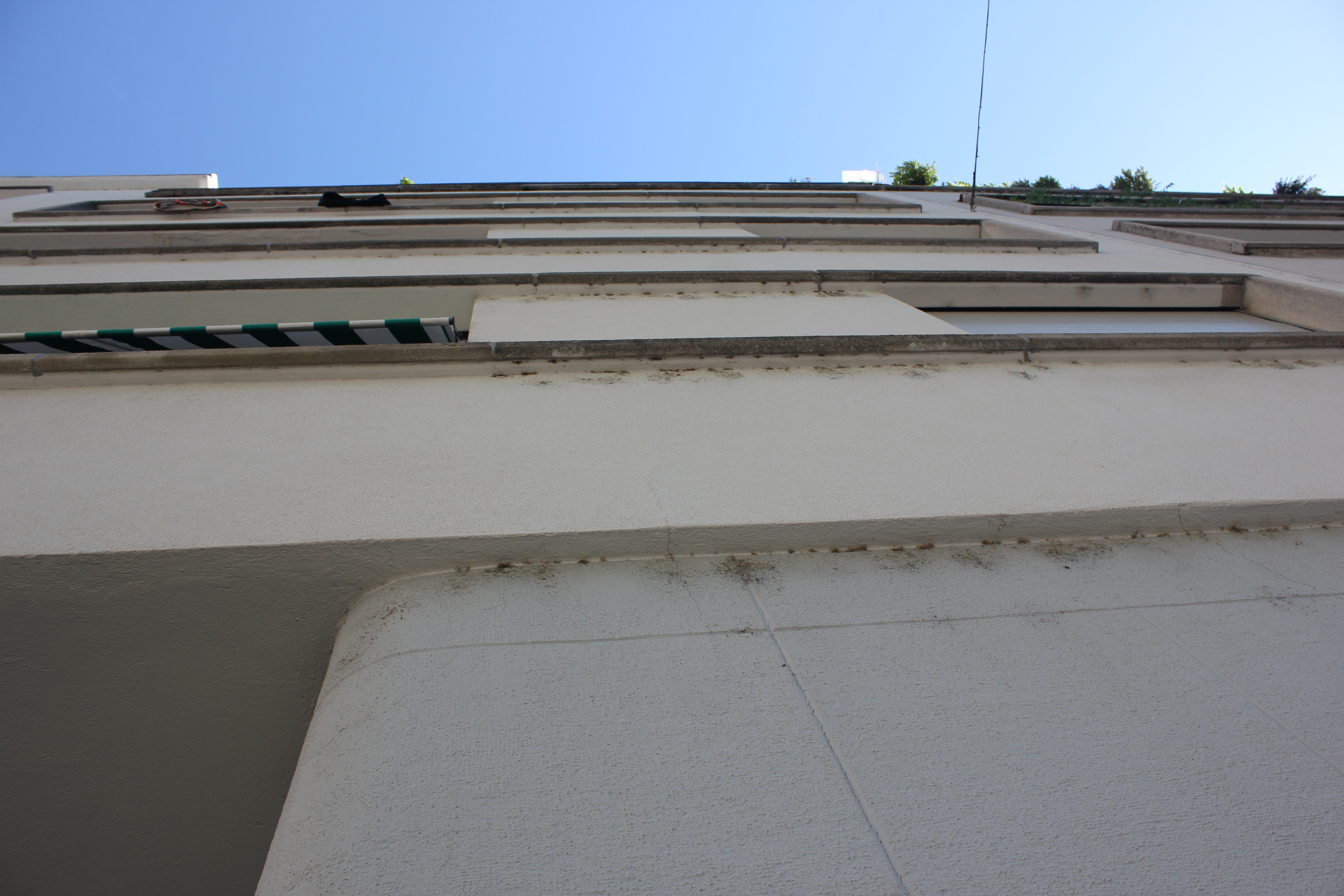
Versatz EG/OG sowie Fenstergesimse
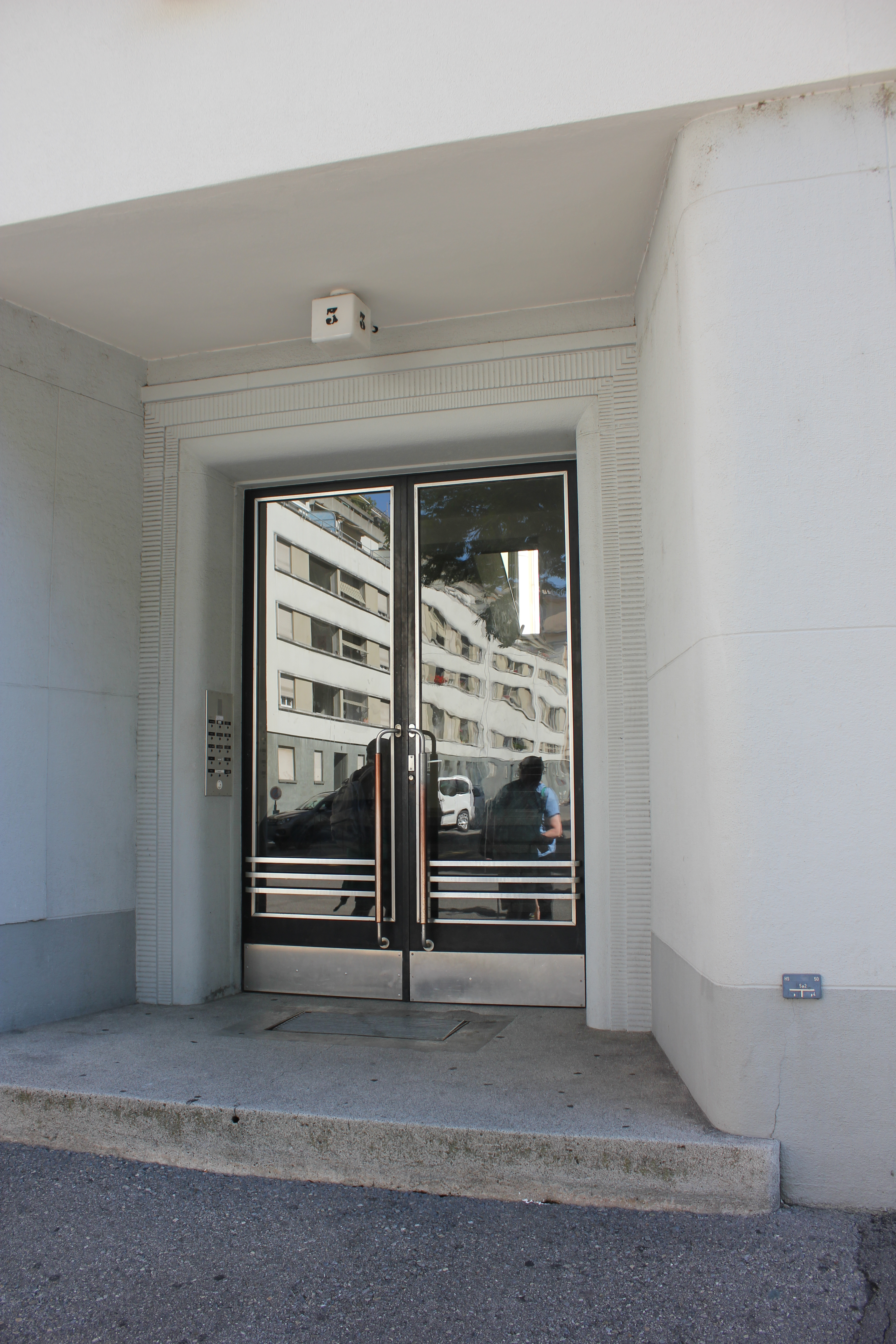
Hauseingang
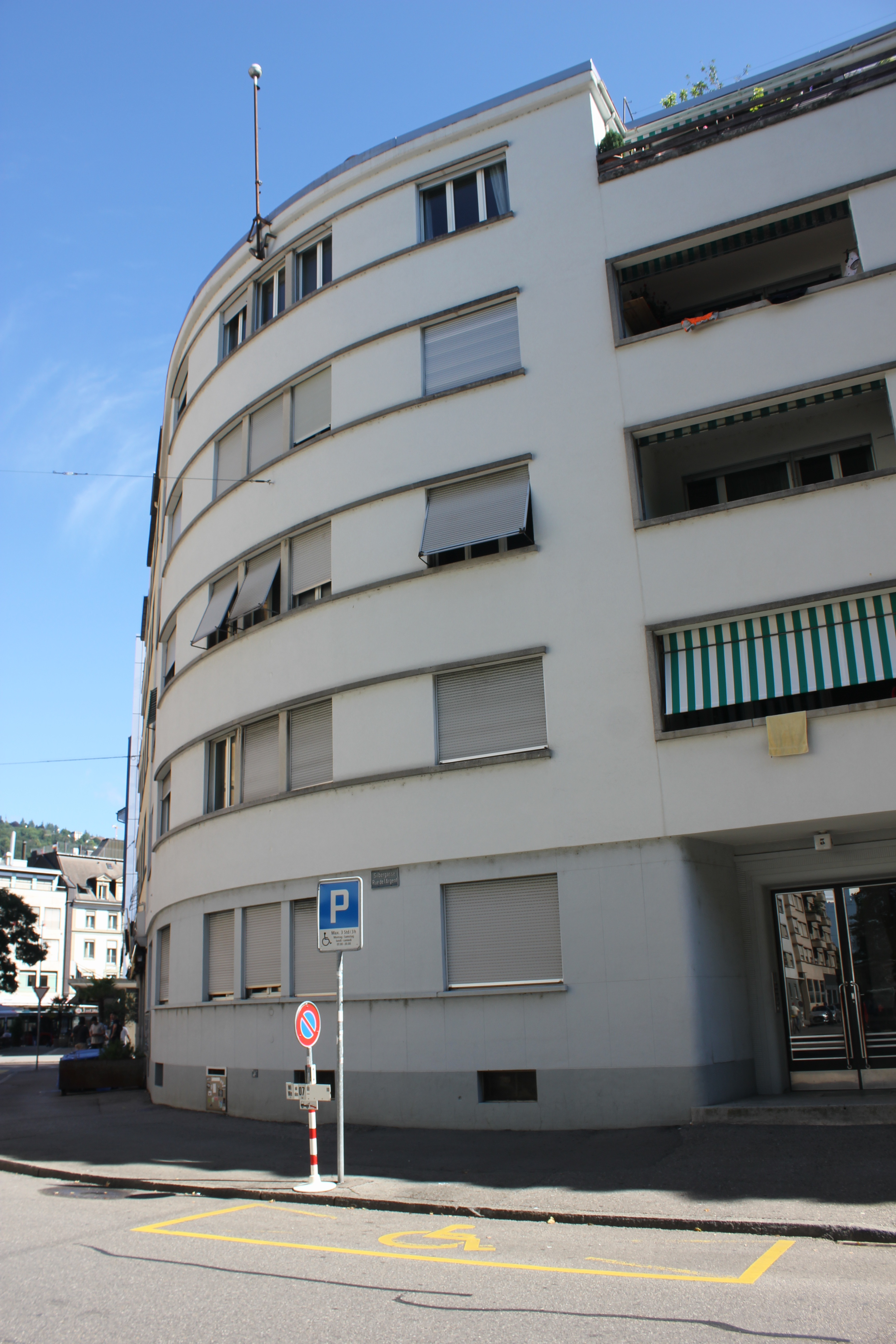
Kopfbau
Bahnhofsquartier (1962)

## Beschreibung
Die Wohnhäuser mit der Hausnummer 3 bis 9 entstanden im gleichen Duktus wie die Silbergasse 11 (Aeropace). Die Blockrandbebauung folgt dem geschwungenen Strassenverlauf, ist linear ausgerichtet und betont bei der Fassadengestaltung die Horizontale. Anzahl und Anordnung der Geschosse entsprechen den Sonderbauvorschriften. Gegenüber der Einmündung der Thomas-Wyttenbach-Strasse entwickelt die Bebauung eine 5-geschossige Fassade und wird mit einem Fahnenmast betont. Die Gebäudehöhe leitet so zum höheren Eckhaus Silberstrasse/Güterstrasse 2 über. Im weiteren Verlauf der Silbergasse springt das 5. Geschoss hinter einer Attika und einem Flachdach zurück. Es wirkt so niedriger. Ein 6. Geschoss ist von der Strasse nicht wahrnehmbar und zum Innenhof ausgerichtet.
Eine individuelle Gestaltung für die Einzelgebäude wurde nicht realisiert. Wert gelegt wurde auf die einheitliche Gesamtwirkung. Fensterbänder und horizontale Schichtungen laufen auf der verputzten Fassade durch. Statt Balkonen wurden den Wohnungen «aus der Fassade ausgeschnittene» Loggien zugeordnet. Die gemauerte Brüstung ordnet sich der Putzfassade unter und das Format der Loggiaöffnung entspricht dem Fensterformat. Die Fassade bleibt deshalb ruhig und klar. Die Obergeschosse springen ganz leicht über der Flucht der Erdgeschosses nach vorn, so dass eine Schattenkante entsteht. Der Putz der farblich abgesetzten Erdgeschosszone ist in Bezug zu den Fenstern fein liniert. Die Hoffassaden wurden als Lochfassaden gestaltet. Die Gemeinschaftsbereiche wie Hauseingänge, Treppenhäuser und Foyers sind durchdacht und qualitätvoll gestaltet und zumeist noch bauzeitlich erhalten. Zum Materialkanon der Details gehören die Werkstoffe Aluminium, verchromter Stahl, Kunststein und Holz. Die kantonale Denkmalbehörde lobt die «klare überzeugende Architektur im Sinn des Neuen Bauens, die als ruhig-gleichförmiger Baukörper die ganze Strassenseite belegt.»